# Lake Opouri
Der Lake Opouri, auf Karten und in der Literatur oft noch als Lake Ngapouri zu finden, ist ein See im Rotorua District der Region Waikato auf der Nordinsel von Neuseeland.

## Geographie
Der Lake Opouri befindet sich rund 20 km südsüdöstlich von Rotorua. Der Kaingaro Forest liegt knapp 3 km östlich und die Ausläufer der Paeroa Range sind rund 4,5 km südwestlich zu finden. Das rund 22,3 Hektar große Gewässer liegt auf einer Höhe von 477 m und verfügt über eine maximale Tiefe von 25 m. Der See, der auf dem Waikiti Saddle des Central Volcanic Plateau zu finden ist, verfügt über eine Länge von rund 740 m in Ost-West-Richtung und misst an seiner breitesten Stelle rund 405 m in Nordnordwest-Südsüdost-Richtung. Die Uferlinie des Lake Opouri umfasst eine Länge von rund 2,54 km und das Fassungsvermögen des Sees wird auf rund 2,716 Millionen m³ geschätzt.
Die Wasserzuläufe des Sees kommen von Südwesten und Nordosten, letzterer vom Lake Tutaeinanga und die Entwässerung des Sees findet an seinem östlichen Ende in den Te Kapakap Stream statt.

## Geologie
Der Lake Opouri hat sich in einem hydrothermalen Explosionskrater gebildet, der ca. vor 900 Jahren aktiv war. Wai-O-Tapu, das bekannteste geothermale Gebiet des Landes, liegt nur rund 2 km östlich vom Lake Opouri entfernt und zeigt, dass der Untergrund in der Gegend noch sehr aktiv ist.